# Szent arkangyalok fatemplom (Kőváralja)
A kőváraljai Szent arkangyalok templom műemlékké nyilvánított épület Romániában, Máramaros megyében. A romániai műemlékek jegyzékében az  MM-II-m-B-04794 sorszámon szerepel.